# Ziemia (poemat)
Ziemia – fragment poematu Cypriana Kamila Norwida z 1850 pomyślany przez autora jako «Komedii» Danta czwarty tom.

## O poemacie
Ziemia jest następstwem silnego przejęcia się Norwida Dantem, którego studiował w oryginale od 1844, a od 1846 tłumaczył. Pod wpływem tej lektury liczne obrazy dantejskie przeniknęły do liryków poety, a on sam zaczął po dantejsku spoglądać na otaczający go świat, zgadzając się z Krasińskim, że w naszych czasach piekieł nie ma za ziemią – pod ziemią – ale one są na ziemi. Za takie Przedpiekle  (Limby) uważał sytuacje polityczną swego narodu. w poemacie Trzy pytania (Niewola) w 1849 zapowiadał, że zstąpi w limby wielkie swojego narodu bez Wergilego z pochodnią na drodze.
Motyw wędrówki przez ową czwartą krainę stał się wkrótce tematem osobnego poematu, któremu Norwid nadał podtytuł «Komedii» Danta czwarty tom. Rodzaj prologu do tego poematu poeta przepisał jesienią 1850 w liście do Augusta Cieszkowskiego poprzedzając go długim wyliczeniem swoich życiowych porażek. Porażki te znalazły częściowe odbicie w prologu, sugerującym, że poemat będzie wędrówką przez ziemię boleści jego bohatera. Znacznie później, na przełomie 1859 i 1860 Norwid ofiarował Łucji z Giedrojciów Rautenstrauchowej trzy fragmenty swego poematu, jak się wydaje oryginalne jedyne jego karty. Był to znany już prolog, scena pomiędzy Trzewikiem Gutenberga a Towarzystwem Uczonych i początek pieśni ósmej. Z załączonego do przesyłki listu wynika, że poemat nie był ukończony i że poeta kończyć go nie zamierzał.
Fragmenty przekazane Rautenstrauchowej przeszły po jej śmierci w 1887 na własność Ludwika Wiszniewskiego właściciela Soboliszek w guberni suwalskiej, gdzie przepisał go archiwista i miłośnik literatury Wacław Wejtka. Po śmierci Wiszniewskiego autografy Norwida zaginęły. Posiadaną kopię Wejtka okazał  w 1899 Wiktorowi Gomulickiemu, a ten w 1904 udostępnił ją Zenonowi Przesmyckiemu. Zachowane fragmenty poematu, w sumie 91 wersów, ukazały się drukiem w tomie A Pism zebranych w 1912.

## Treść
Dantego wiedli przez piekło i raj Wergili z Beatryczą, poeta na wędrówkę po ziemi za przewodniczkę postanowił wziąć sobie Prawdę. Taki wędrowiec smutny nie ma jednak przyjaciela ani kochanki.
Poeta rozmawia z damą o kokieterii i ślubie, ona woli mówić o gramatyce i Korneliuszu. Kiedy ją ujmuje za przegub dłoni, przerywa mu pająk, którego przewodnictwu się poddaje. Zaintrygowanej damie wyjaśnia, że rozmawia z pająkiem, z którym mieszka w grobowcu. Poczciwiec wylągł się z listów miłosnych, próchniejących w pustelniczej chacie. Wiele wędrował po świecie, pewnego razu spotkał Napoleona. Dama żałuje, że z jej rozmówcy taki oryginał. Poeta tłumaczy się, że przychodzi z ulicy grobów miasta Pompei. Sługa wnosi herbatę. Poeta z bólem wspomina inne herbatki i konwersacje podczas nich toczone. (Tu tekst się urywa).